# 伏見桃山城運動公園

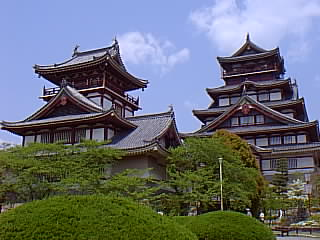
敷地内にある模擬天守

伏見桃山城運動公園（ふしみももやまじょううんどうこうえん）は、京都府京都市伏見区の桃山丘陵にある公園である。敷地面積は約91,000平方メートル。

## 施設概要
- 野球グラウンド（公式大会でも使用可能　硬球可。両翼97.5m、中堅121.92m　芝生席あり）
- 多目的グラウンド（土。サッカー・ラグビー対応）
- 管理棟

※なお、隣接する伏見北堀公園には、体育館やテニスコートがある。
2009年5月現在，伏見桃山城には入城できない。 理由は，耐震強度が基準に満たしていない可能性があり危険なため。

## 歴史
かつて、この場所には伏見桃山城キャッスルランドが営業していたが、2003年に閉園した。この時に模擬天守も取り壊される予定であったが、地元住民の要望から残されることになった。その後、2004年から京都市により運動公園の整備が始まり、2007年4月1日にオープンした。
※かつて当地付近にあった城の歴史については、伏見城の項を参照。

## 交通
- 近鉄京都線近鉄丹波橋駅・京阪本線丹波橋駅下車、西へ徒歩約1km。
- JR奈良線桃山駅下車、南西へ徒歩約1km。

※敷地内には駐車場が整備されている。